# Рен (река)
Рен (фр. Rhins) је река у Француској. Дуга је 60 km. Улива се у Лоару. 